# Південна Країна Басків
Південна або Іспанська Країна Басків (баск. Hegoalde або баск. Hego Euskal Herria) — це термін, що позначає частину Басконії, розташовану в Іспанії.
Баскський термін Hego Euskal Herria означає «Південна Країна Басків», у розмовній мові для позначення цього поняття зазвичай користають слово Hegoalde («Південь», «Південна частина»). Якщо «Іспанська Країна Басків», зрештою, може стосуватися лише трьох провінцій, що складають автономну спільноту Країна Басків (Алава, Біская і Гіпускоа), то Hegoalde обов'язково охоплює Наварру (яка, згідно зі статутом Країни Басків, може стати її четвертою провінцією, якщо виявить таке бажання), а також Тревіньйо — анклав провінції Бургос на території Алави.
| Іспанія | Це незавершена стаття з географії Іспанії. Ви можете допомогти проєкту, виправивши або дописавши її. |